# Hip hop espanhol
O hip hop aparece na Espanha nos anos 80, em Madri, trazido pelos soldados americanos da base militar próxima à cidade. Hoje em dia é um estilo muito popular na juventude espanhola..

Nos anos 90 o hip hop espanhol foi no ámbito underground. Os MC's pioneiros, como Frank T gravabam cassettes que eram difundidos em diversas jams de breakdance.

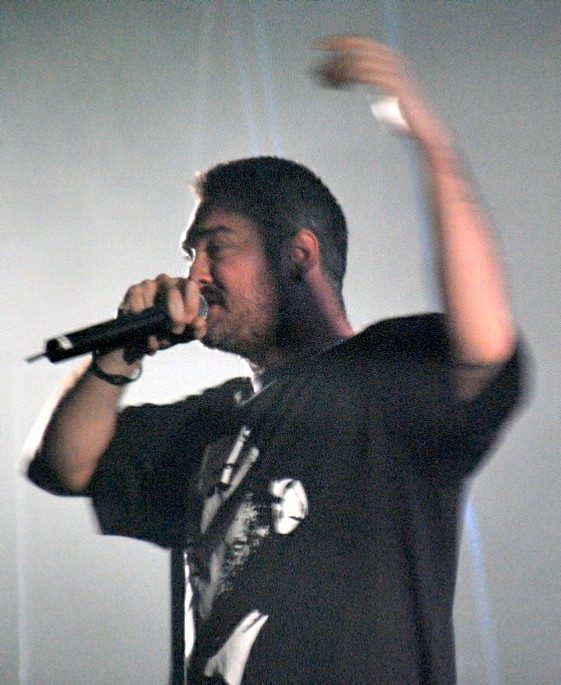
Kase O, é considerado o melhor MC em língua espanhola.

A partir de 2005 até hoje aparece uma nova corrente associada ao gangsta rap, especialmente em Madri.